# Truncamento
Em matemática e ciência da computação, o truncamento é a limitação do número de dígitos à direita da vírgula decimal.

## Truncamento e a função piso
{\displaystyle \operatorname {trunc} (x,n)={\frac {\lfloor 10^{n}\cdot x\rfloor }{10^{n}}}.}
No entanto, para números negativos o truncamento não arredonda no mesmo sentido, que a função piso: o truncamento sempre arredonda em direção ao zero, enquanto que a função piso arredonda em direção ao infinito negativo. Em vez disso, para um número {\displaystyle x\in \mathbb {R} _{-}} dado, é usada a função
{\displaystyle \operatorname {trunc} (x,n)={\frac {\lceil 10^{n}\cdot x\rceil }{10^{n}}}.}

## Causas do truncamento
Nos computadores, o truncamento pode ocorrer quando um número decimal sofre uma conversão de tipos para um número inteiro; neste caso, ele é truncado para zero casas decimais pois os variáveis inteiras não podem armazenar números reais não inteiros.

## Em álgebra
Um análogo do truncamento pode ser aplicado aos polinômios. Neste caso, o truncamento de um polinômio P ao grau n pode ser definido como a soma de todos os termos de P de grau menor ou igual a n. O truncamentos de polinômios surge no estudo dos polinômios de Taylor, por exemplo.